# Västra Sävsjön
Västra Sävsjön är en sjö i Karlstads kommun och Storfors kommun i Värmland och ingår i Göta älvs huvudavrinningsområde. Sjön har en area på 0,281 kvadratkilometer och ligger 156,2 meter över havet. Sjön avvattnas av vattendraget Västgötbäcken.

## Delavrinningsområde
Västra Sävsjön ingår i det delavrinningsområde (660531-139655) som SMHI kallar för Ovan 660541-139618. Medelhöjden är 167 meter över havet och ytan är 9,93 kvadratkilometer. Det finns inga avrinningsområden uppströms utan avrinningsområdet är högsta punkten. Västgötbäcken som avvattnar avrinningsområdet har biflödesordning 3, vilket innebär att vattnet flödar genom totalt 3 vattendrag innan det når havet efter 279 kilometer. Avrinningsområdet består mestadels av skog (79 procent) och sankmarker (13 procent). Avrinningsområdet har 0,28 kvadratkilometer vattenytor vilket ger det en sjöprocent på 2,8 procent.